# Synodontis steindachneri
Synodontis steindachneri är en fiskart som beskrevs av Boulenger, 1913. Synodontis steindachneri ingår i släktet Synodontis och familjen Mochokidae. IUCN kategoriserar arten globalt som livskraftig. Inga underarter finns listade i Catalogue of Life.